# Bichromie
 (mai 2013).
Si vous disposez d'ouvrages ou d'articles de référence ou si vous connaissez des sites web de qualité traitant du thème abordé ici, merci de compléter l'article en donnant les références utiles à sa vérifiabilité et en les liant à la section « Notes et références ».
La bichromie est une technique par laquelle on reproduit par l'impression une image à l'aide de deux couleurs.
La bichromie désigne aussi le procédé de séparation des couleurs. Une bichromie est composée de deux couleurs (deux encres sont utilisées dont souvent le noir et une couleur d'accompagnement) pour un procédé offset.

## Impression artisanale
Les procédés d'impression artisanale, tels que la sérigraphie artisanale, ont souvent recours à de la bichromie.
L'édition alternative a souvent recours à des impressions en bichromie. De nombreux fanzines utilisent ainsi la bichromie, que ce soit pour la couverture ou l'intérieur.
De nombreuses affiches sont également imprimées en bichromie. Par exemple beaucoup d'affiches sérigraphiées publiées lors de mai 68 sont en bichromie. Le Dernier Cri ou Nobrow, pour ne citer qu'eux, publient également régulièrement des affiches en bichromie.

## Impression industrielle
La majorité des travaux d'imprimerie (notamment en offset) est réalisée en quadrichromie. La séparation des couleurs du document original (exemple : une photographie) décompose l'image en 3 couleurs primaires (cyan, magenta et jaune) + le noir (CMJN). 
Avec les logiciels de PAO (comme Adobe Photoshop ou GIMP), le mode bichromie propose jusqu'à quatre encres différentes, au choix de l'utilisateur. Ce type de reproduction est souvent utilisé pour créer un effet particulier et économiser le coût lié à l'utilisation d'une quadrichromie. Particulièrement avec des images comme un paysage enneigé qui peut être simulé presque parfaitement avec deux encres. Ce type d'image peut aussi être incorporé dans une impression en quadrichromie avec d'autres images couleurs et mettre en évidence une image en particulier. Dans ce cas, la bichromie doit utiliser deux des encres de la quadrichromie ou sinon utiliser des encres supplémentaires.
Le mode bichromie des logiciels de PAO peut être utilisé pour simuler une photo en sépia à l'aide de noir ainsi qu'une couleur de teinte orangée, ainsi que pour créer une fausse bichromie qui simule une impression sur un papier coloré, ou pour créer un effet artistique en utilisant deux couleurs d'encre autre que le noir (ainsi, même les zones sombres se retrouvent colorées).

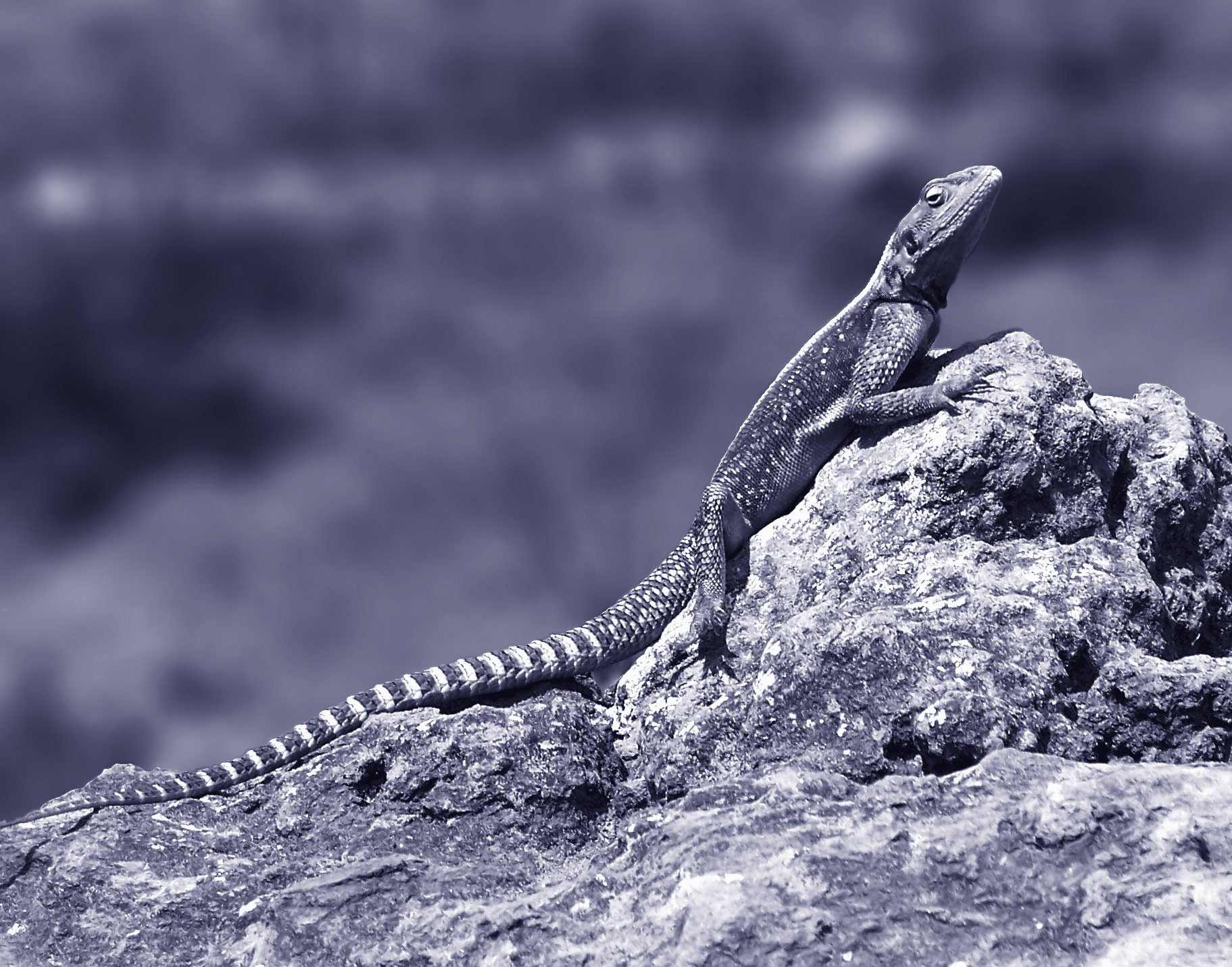
Une image bichromique faite à l'aide de l'encre noire et l'encre Pantone Blue 072 C.
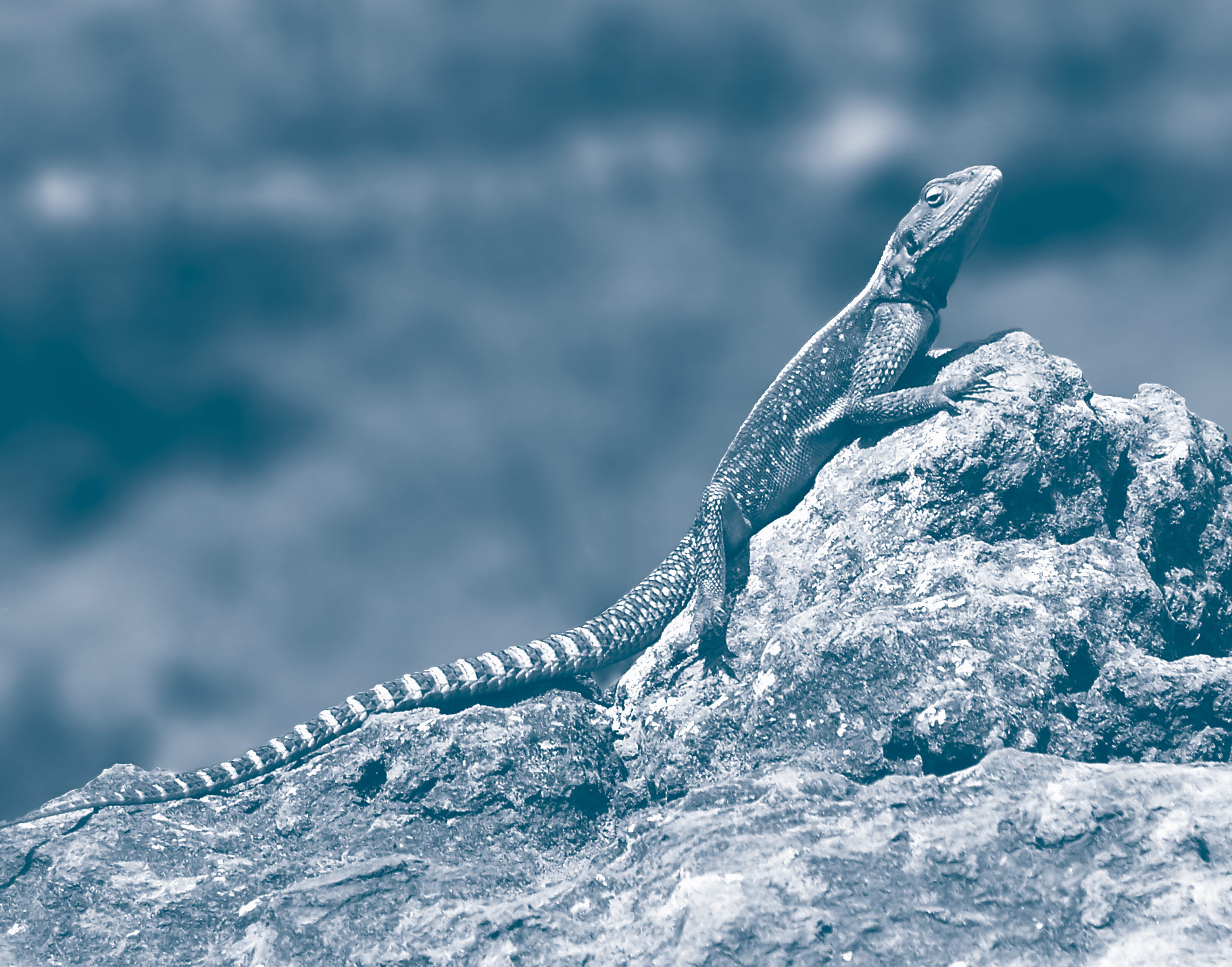
Une image bichromique faite à l'aide de l'encre Pantone Green C et l'encre Pantone Blue 072 C.
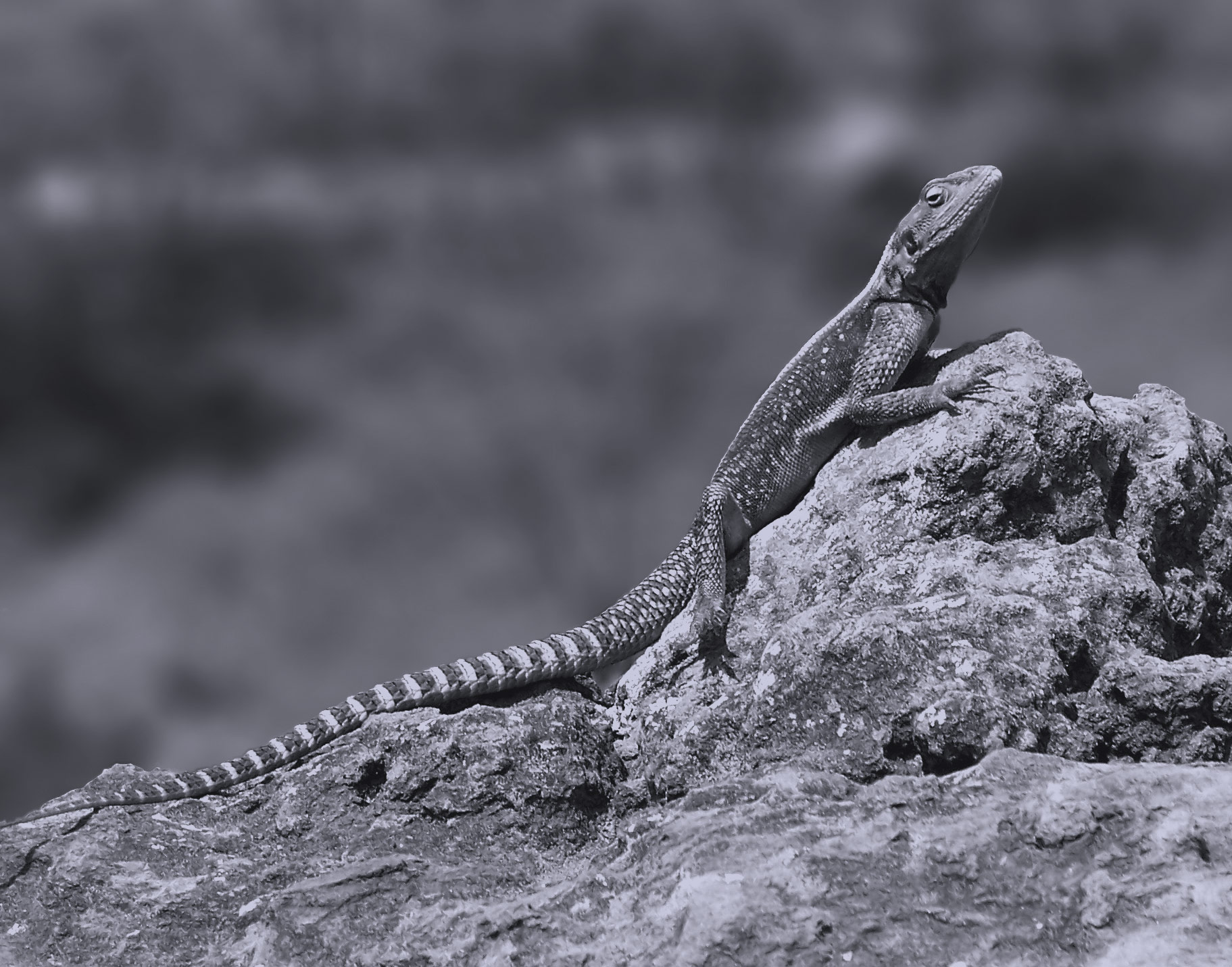
Une image bichromique de type fausse bichromie faite à l'aide de l'encre noire et l'encre Pantone Blue 072 C.
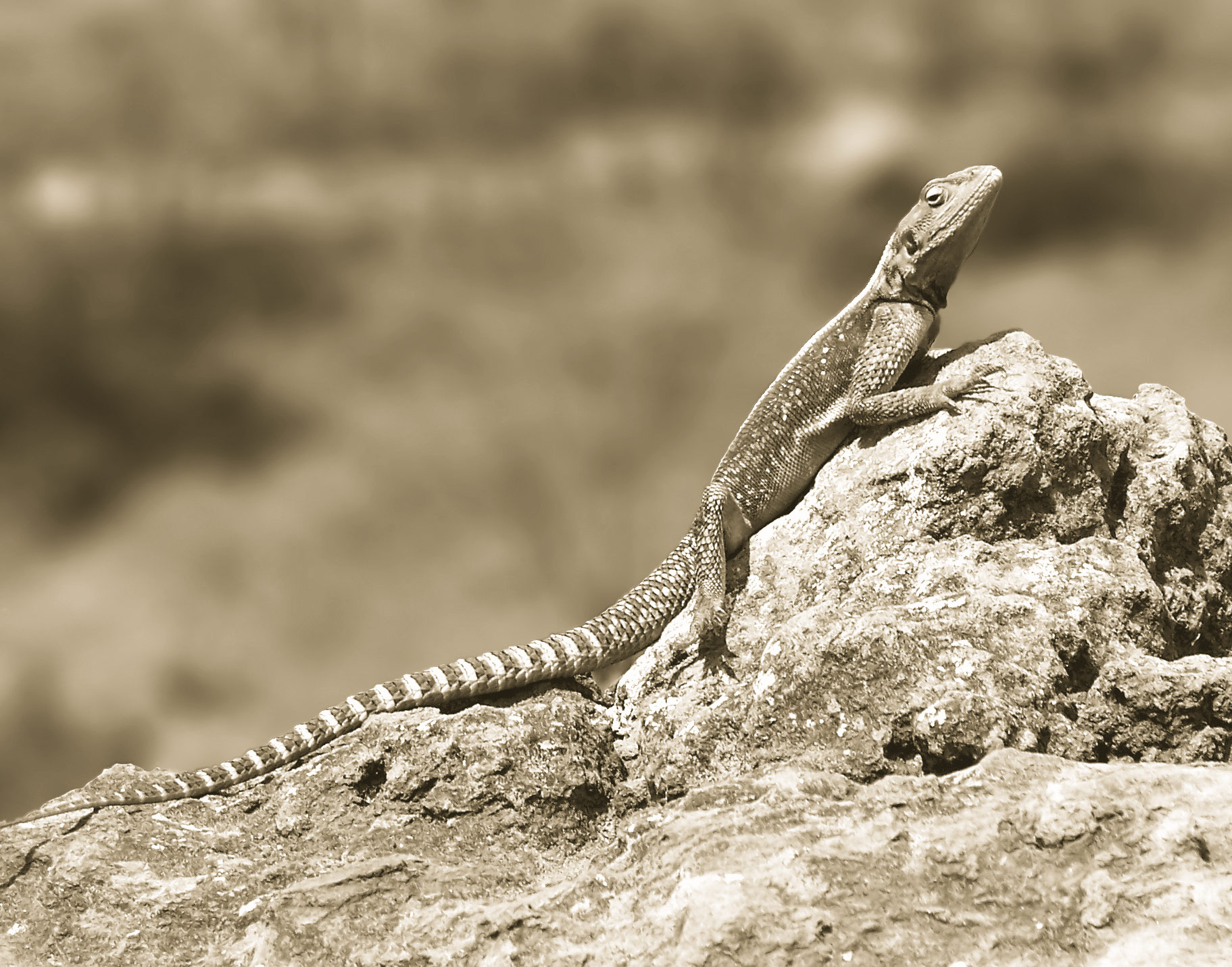
Une image bichromique faite à l'aide de l'encre noire et l'encre Pantone 135 C, simulation de l'effet sépia.